# I Feel for You (album Chaka Khan)
I Feel for You è un album della cantante statunitense Chaka Khan, pubblicato dall'etichetta discografica Warner il 1º ottobre 1984.
L'album, prodotto da Arif Mardin, viene anticipato dal singolo con lo stesso titolo, a cui fanno seguito, l'anno dopo, This Is My Night, Through the Fire ed Eye to Eye.

## Tracce

### Lato A
1. This Is My Night
2. Stronger Than Before
3. My Love Is Alive
4. Eye to Eye
5. La Flamme

### Lato B
1. I Feel for You
2. Hold Her
3. Through the Fire
4. Caught in the Act
5. Chinatown